# Rumilly-en-Cambrésis
Rumilly-en-Cambrésis (ndl.: „Rumelih“) ist eine französische Gemeinde mit 1422 Einwohnern (Stand 1. Januar 2022) im Département Nord in der Region Hauts-de-France. Sie gehört zum Arrondissement Cambrai und zum Kanton Le Cateau-Cambrésis.

## Lage
Die Gemeinde Rumilly-en-Cambrésis liegt etwa sieben Kilometer südlich von Cambrai auf einem Plateau über dem Schelde-Tal. Umgeben wird Rumilly-en-Cambrésis von den Nachbargemeinden Cambrai im Norden, Niergnies im Nordosten, Crèvecœur-sur-l’Escaut im Südosten, Masnières im Süden, Marcoing im Westen sowie Proville im Nordwesten.

## Geschichte
Rumilly gehörte vor der Revolution der Familie Anneux (deren Wappen heute das Gemeindewappen ist), die den Ort – ebenso wie Saint-Souplet – von einer Bastardlinie des Hauses Burgund erbte.

### Bevölkerungsentwicklung
| Jahr                       | 1962 | 1968 | 1975 | 1982 | 1990 | 1999 | 2009 | 2021 |
| Einwohner                  | 1399 | 1409 | 1413 | 1388 | 1590 | 1509 | 1458 | 1429 |
| Quellen: Cassini und INSEE |      |      |      |      |      |      |      |      |

## Sehenswürdigkeiten

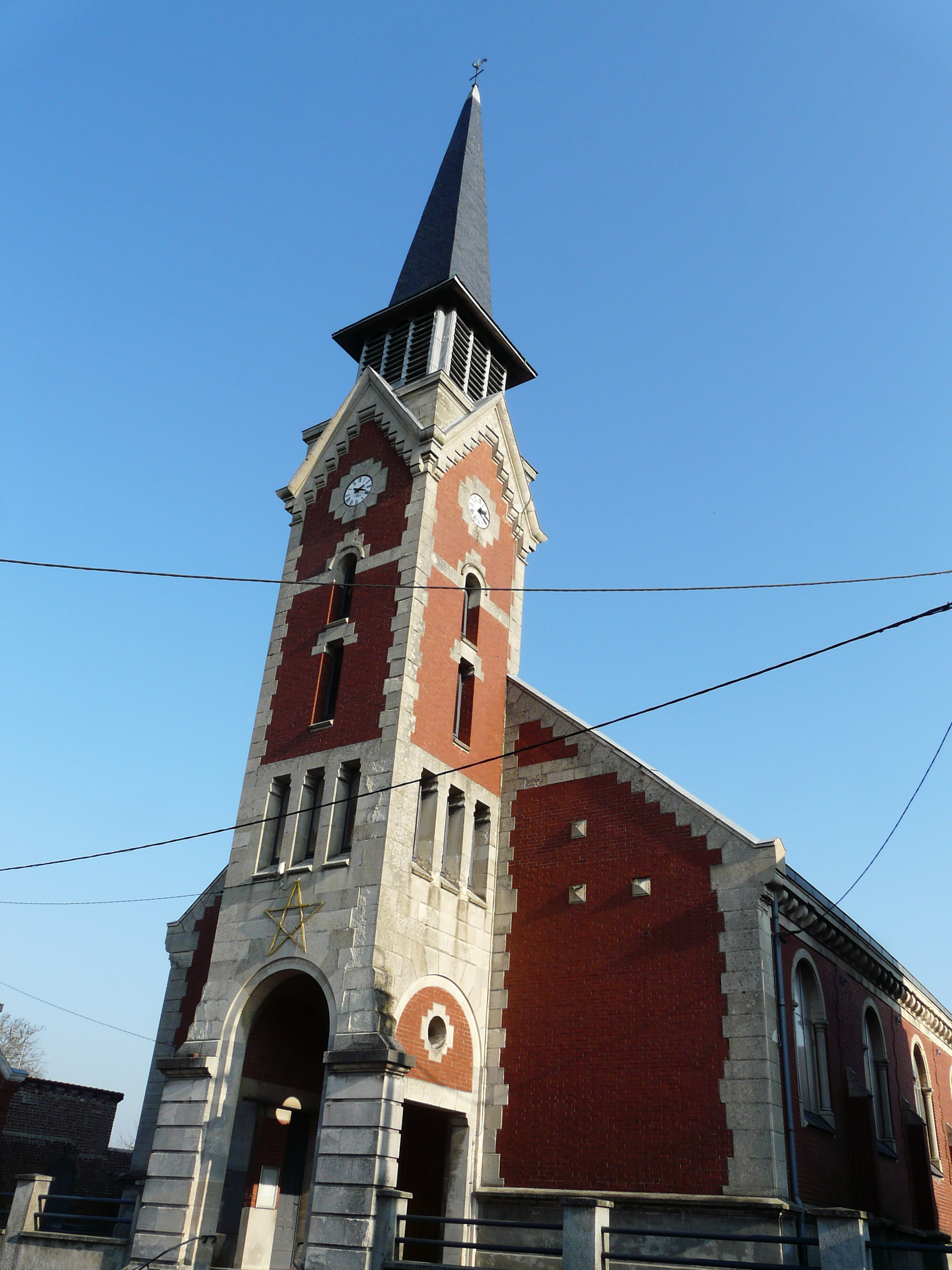
Kirche Saint-Nicolas
- Wasserturm

- Kirche Saint-Nicolas

## Persönlichkeiten
- Marie Simon-Pierre (* 1961), Ordensschwester